# Schleuse Bischofswerder
Die Schleuse Bischofswerder befindet sich bei Kilometer 4,53 des Voßkanals in der Nähe von Bischofswerder, einem Wohnplatz der amtsfreien, kreisangehörigen Stadt Liebenwalde im Landkreis Oberhavel in Brandenburg. Der Kanal ist Bestandteil der Oberen Havel-Wasserstraße (OHW) und gehört zur Wasserstraßenklasse II. Zuständig ist das Wasserstraßen- und Schifffahrtsamt Oder-Havel.

## Geschichte
Die erste Schleuse Bischofswerder, damals Bischofswerderschleuse I genannt, wurde zwischen 1880 und 1884 im kurz vorher bis Zehdenick verlängerten Voßkanal errichtet. Genaue Daten der Schleuse sind nicht übermittelt, aber es wird angenommen, dass sie etwa dem Finowmaß entsprach, also eine nutzbare Länge von mindestens 40,50 Meter und eine Breite von etwa 5,00 Meter aufwies.
Aufgrund des gestiegenen Schiffsverkehrs und den daraus resultierenden langen Wartezeiten an nur einer Schleusenkammer wurde bereits 1889 eine zweite Schleusenkammer an dieser Kanalstufe, als Bischofswerderschleuse II bezeichnet im Voßkanal gebaut. Die Schleusenabmessungen waren ähnlich.
Für die Entwicklung Berlins war die Wasserstraße von großer Bedeutung. In der Zeit vor dem Ersten Weltkrieg wurden auf dem Voßkanal pro Jahr etwa 1,75 Millionen Tonnen Ziegel für die Erweiterung Berlins transportiert. In den 1930er Jahren wurden zum Vorteil der Schifffahrt Querschnittsvergrößerungen des Kanals und Teilneubauten der Schleuse Krewelin und der Schleuse Bischofswerder durchgeführt. Eine der alten Schleusen wurde 1933 durch einen Neubau ersetzt. Die Schleusenkammer war dem Groß-Finowmaß angepasst, die Nutzbare Länge der Kammer betrug 41 Meter und sie war 6,30 Meter breit und hat auf einer Seite eine 16,80 Meter lange Ausbuchtung. Die dadurch entstandene Breite von 10,30 Meter diente der Aufnahme eines Schleppers während des Schleusenvorganges.
Zum Ende der 1980er Jahre wurde eine Steigerung der Ziegelproduktion und der Neubau eines Gasbetonwerkes in Zehdenick geplant. Die vorhandene Schleuse in Bischofswerder wäre dem Schiffsverkehr nicht mehr gewachsen gewesen und würde ein Hindernis beim Transport der Baustoffe auf der Wasserstraße darstellen. Ein Neubau der Schleuse wurde erforderlich. Baubeginn war 1989, die Verkehrsfreigabe erfolgte 1991. In der Zeit von Oktober 2007 bis März 2008 wurde die Schleuse Bischofswerder planmäßig für den Schiffsverkehr
gesperrt. In der Sperrzeit erfolgte eine Instandsetzung und Modernisierung der Schleuse sowie die Umstellung auf den halbautomatischen Selbstbedienungsbetrieb mit Fernüberwachung.

## Automatisierung
Der Schleusenvorgang ist seit 2003 voll automatisiert. Überwacht und gesteuert wird die Schleuse von der im Jahr 2002 in Betrieb genommenen Überwachungszentrale Zehdenick (ÜZZ). Mit der Fertigstellung des Modernisierungs- und Automatisierungsprogramms werden 27 von 39 Schleusen, alle 47 Wehre sowie die drei beweglichen Brücken im Bestand des Wasserstraßen- und Schifffahrtsamt Oder-Havel zentralgesteuert, vollautomatisch oder in automatisierter Selbstbedienung betrieben.

## Tourismus
Da die Obere Havel-Wasserstraße von Frachtschiffen nicht mehr genutzt und nur von wenigen kleinen Fahrgastschiffen befahren wird, entwickelte sie sich zu einem beliebten Revier für Sportboote aller Größen und Klassen.

## Bilder

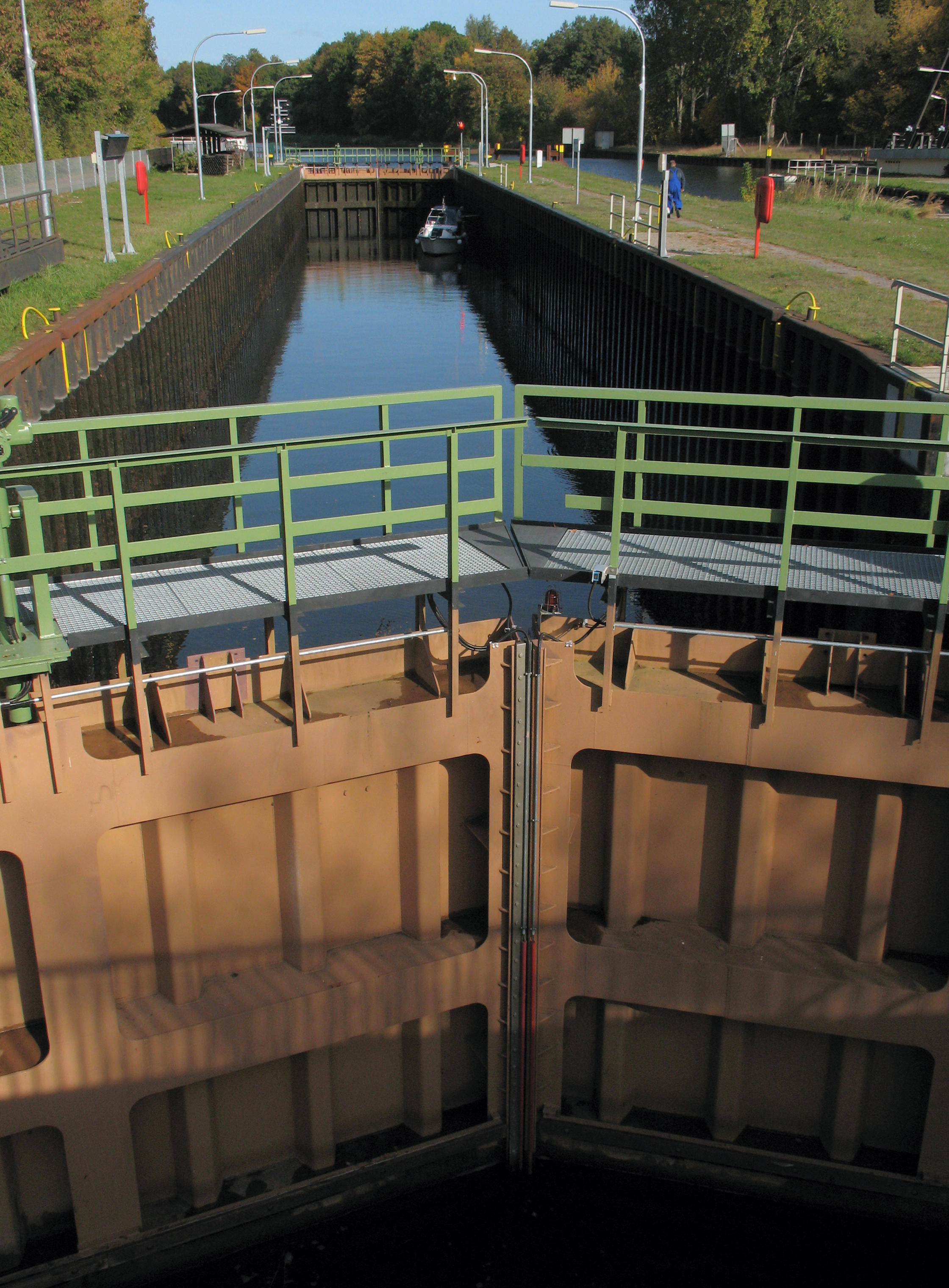
Schleuse Bischofs-werder im Oktober 2009
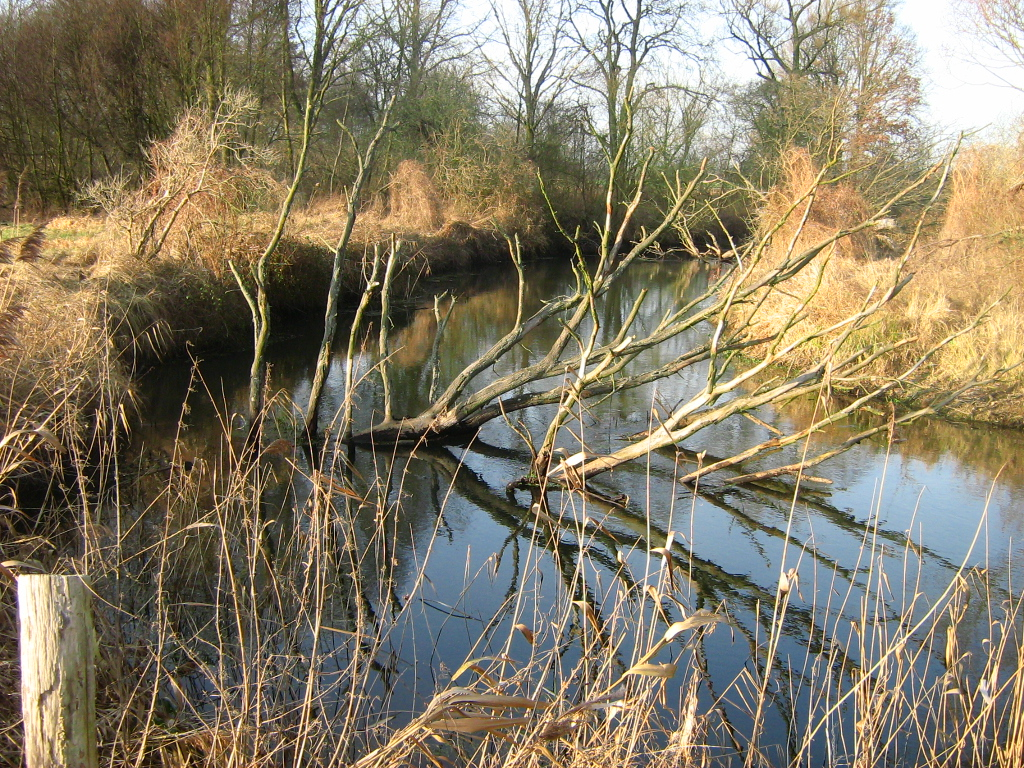
Schnelle Havel bei Bischofswerder
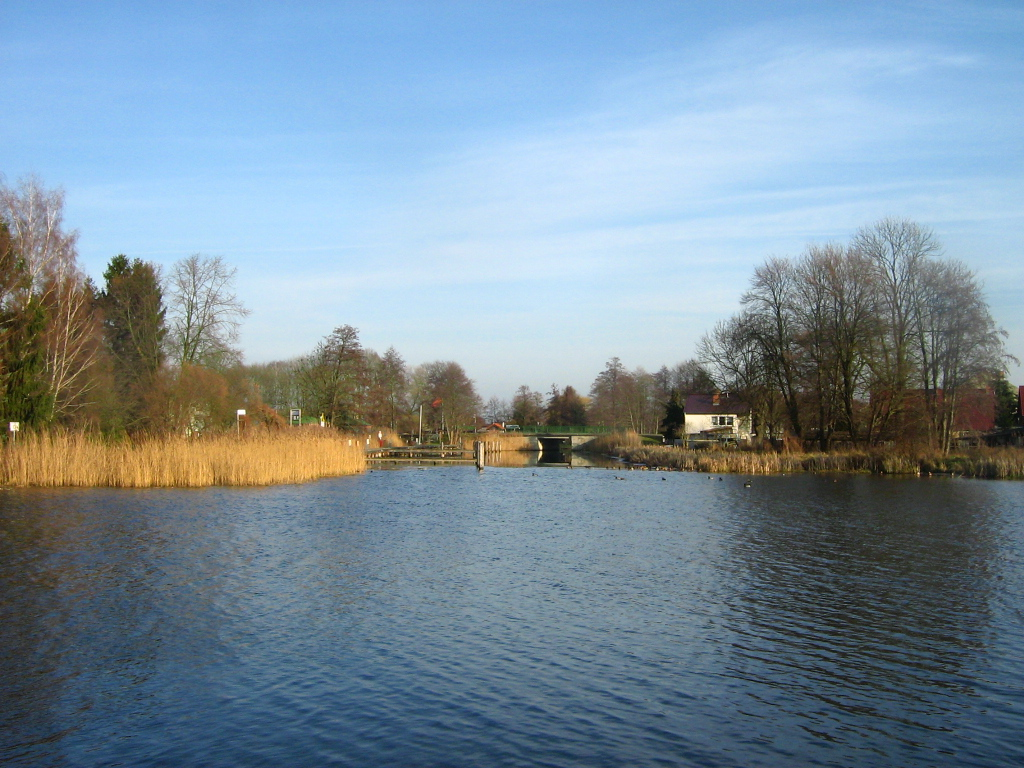
Anfang des Trödelgrabens am Voßkanal

## Karten
- Folke Stender: Redaktion Sportschifffahrtskarten Binnen 1. Nautische Veröffentlichung Verlagsgesellschaft, ISBN 3-926376-10-4.
- W. Ciesla, H. Czesienski, W. Schlomm, K. Senzel, D. Weidner: Schiffahrtskarten der Binnenwasserstraßen der Deutschen Demokratischen Republik 1:10.000. Band 4. Herausgeber: Wasserstraßenaufsichtsamt der DDR, Berlin 1988, OCLC 830889996.